# TableCheck
株式会社TableCheck（英: TableCheck Inc.）は、東京都中央区に本社を置く日本のIT企業。

## 概要
飲食店向けの予約・顧客管理システムや飲食店ネット検索・予約ポータルサイトなどを提供している。 国内外26カ国・地域（2020年8月末現在）にサービスをグローバルに展開する日本発レストランテック企業である。

## 沿革
- 2011年3月11日：谷口優により株式会社VESPER（現・TableCheck）創業
- 2013年：CTOとしてジョン・シールズが共同創業者として参加。同年10月、飲食店向け予約・顧客管理システム「TableSolution（現・TableCheck for Restaurants）」を、翌11月、消費者向け予約機能「TableCheck」をリリース
- 2015年7月：ジャフコおよび個人を引受先とする第三者割当増資を実施。2億円を調達
- 2017年：大阪、福岡、韓国オフィス開設
- 2017年12月：SMBCベンチャーキャピタルを引受先とする第三者割当増資を実施。1.5億円調達
- 2018年1月：シンガポールオフィス開設
- 2018年7月：ジェイソン・ペリー博士をHead of Data Scienceとしてむかえデータサイエンスチーム設立
- 2019年2月：インドネシアオフィス開設
- 2019年6月：DNXベンチャーズ、SMBCベンチャーキャピタルを引受先とする第三者割当増資を実施。6億円調達
- 2019年7月：タイ、オーストラリアオフィス開設
- 2019年11月：UAEオフィス開設
- 2020年3月：飲食店向けBIツール「Insight」リリース
- 2020年2月：「Googleで予約」と連携発表。Googleマップから予約受付開始
- 2020年5月：Instagramと機能連携発表
- 2020年8月：飲食店向け予約・顧客管理システム「TableSolution」を「TableCheck」と改め、ブランドをTableCheckに統合
- 2020年8月：店頭での会計を一切不要にする新たな決済サービス、TableCheckの「コンタクトレス決済」ローンチ

## サービス

### 予約・顧客管理システム
飲食店向けに同社が開発・提供する予約・顧客管理システム。2020年8月にサービス名称「TableSolution」から現在の名称に変更。予約受付や管理、配席、顧客情報の管理などを、自動化。グルメサイトなどのネット予約、電話予約に関わらず、TableCheckに取り込んで一元管理が可能。国内業界最多の18言語対応。システムは、クラウドベースでスマートフォン、タブレット、パソコンなどインターネット環境さえあれば利用できるため、専用端末導入やアプリのインストールは不要。

### ネット検索・予約ポータルサイト
同社が消費者向けに開発・提供する飲食店検索・予約ポータルサイト。24時間リアルタイムの空席情報にもとづいたネット予約が可能。現在、国内外の飲食店約4000店舗掲載*。

### Insight
飲食店向けデータ分析BI（ビジネス・インテリジェンス）ツール。予約情報や顧客情報など飲食店経営に関連するあらゆる情報を瞬時にグラフィックにより可視化することで、より精密な経営判断を可能にする。予約・顧客データから得た予約チャネルやキャンセル率、リピーター動向などを可視化することで、正確な費用対効果を把握し、より正しい経営判断を可能にする。また、過去予約データなどを基にしたAIによる将来予測機能も開発中。

### コンタクトレス決済
飲食店に特化した非接触型決済サービス。ネット予約時に予約者が入力したクレジットカード情報に請求をかける仕組みのため、店頭会計不要。予約者は、予約した店で飲食した後、退店するだけ。飲食店側は、退店後予約時に入力されたクレジットカードに請求をかけるだけで会計が完了する。

### 無断キャンセル対策機能
同社は、ネット予約時にクレジットカード情報を入力させることで、無断キャンセルを含むキャンセル対策機能を提供している。業界唯一の無断キャンセル被害ゼロを可能にするソリューションとして、現在約1600店舗が導入している。無断キャンセル問題についても広報活動を通じて飲食店、消費者双方に対して啓蒙。毎年発表される同社の「飲食店の無断キャンセルに関する意識調査」で、消費者側の無断キャンセル理由などを明らかにしている。

## 展開戦略
予約台帳システムを提供する企業は、同社のほかにも多数存在するが、主にTableCheck、トレタ、ebicaの三社で市場シェアの過半数を占めている。同社の展開戦略としては、契約店舗数拡張よりも予約管理や顧客管理に注力するハイエンド、もしくは人気の飲食店を中心に導入企業を拡げる戦略をとってきた。 国内ではグランドハイアットやコンラッド東京などの高級ホテル内のレストランやミシュランガイド掲載店の多くがTableCheckを導入する傾向にある。一方、居酒屋チェーンやファミリーレストランなどの予約需要が低い業態では、同社サービスを導入することは稀である。
2022年12月末現在、TableCheck導入店舗数は国内外33カ国・地域で約8000店舗。韓国、シンガポール、インドネシア、UAEなどに海外拠点を置き、グローバル展開にも注力している。

## グルメサイトとの違い
食べログやぐるなび、ホットペッパーといった「グルメサイト」と呼ばれる媒体と、同社サービスが並列に語られることが多いが、そのビジネスモデルやシステムは大きく異なる。 グルメサイトのビジネスモデルは、広告モデルである。有料契約している各飲食店から支払われる月額固定の「掲載料」と、グルメサイト経由で入った予約に対する「送客手数料」が主な収益源である。それに対して、同社をはじめとする予約台帳システムを提供する企業のビジネスモデルは、SaaS型。月額固定の「システム利用料」を主な収益源とするものである。
また、グルメサイトは契約する飲食店が各グルメサイトのネット予約に割り当てた一部の空席情報に基づいたネット予約システムであるのに対し、同社などの予約管理システムは、基本的にすべての空席情報を把握しているため、消費者はより現実に即したリアルタイムの空席情報を基にネット予約が可能である。
飲食店情報収集や検索に多くのユーザーがグルメサイトを利用してきたが、近年InstagramやTwitterといったSNS、Googleマップなどの新たなプレイヤーが台頭しはじめ、ユーザー、飲食店ともにグルメサイト離れが進んでいると言われている。
同社は、近年GoogleやInstagramなどとの連携を積極的に行っており、飲食店のオウンドメディア活用によるマーケティング最適化とデータ活用の重要性を訴えている。

## 事業構想
2011年3月に創業し、2013年に各種サービスをローンチして以来、同社のミッションは、「世界中のレストランとカスタマーのプラットフォーム」になることである。 現在は、飲食店向けの予約・顧客管理システムと消費者向けの飲食店検索・予約ポータルサイトを開発・提供しているが、同サービスを通じて行われる予約から蓄積される膨大な来店・喫食データや顧客情報などのビッグデータを活用する新たな事業構想がある。
その一つが飲食業界版信用スコアといえる「TableCheckカスタマースコア」である。来店客の来店履歴や頻度、利用金額やキャンセル率などの定量的データと、飲食店スタッフによるカスタマーへの定性的な評価を加味して、来店客をスコアリングし、公開・企業を越えて共有するというものだ。来店客は、より相性の良い飲食店から特典や優待を受けられ、飲食店側は、より相性の良い優良顧客と出合える、という双方にメリットを付与する新たな仕組みの開発に取り組んでいる。2020年内にカスタムスコアを発表することを宣言しているが10月現在はその関連のサービスをリリースしていない。
この「カスタマースコア」情報を企業を越えて共有することで、飲食業界のマーケティングの自動化、最適化を図ろうとするものである。ユーザーには、個別最適化された飲食店情報を、飲食店側には相性の良い優良顧客候補を提示しマッチングさせることが可能となる。これまでは、不特定多数に訴求する広告媒体に依存してきた飲食店のマーケティングだったが、近年はより個別最適化された情報提供が可能なツールが増え、広告依存のマーケティングからの脱却が進んでいる。